# Fidżi na Mistrzostwach Świata w Lekkoatletyce 2013
Fidżi na Mistrzostwach Świata w Lekkoatletyce 2013 – reprezentacja Fidżi podczas Mistrzostw Świata w Moskwie.
W reprezentacji znalazło się dwóch zawodników. W konkursie rzutu oszczepem rywalizował Leslie Copeland, a w biegu na 100 i 200 metrów Ratu Banuve Tabakaucoro.

## Występy reprezentantów Fidżi

### Konkurencje biegowe
| Konkurencja            | Zawodnik                | Preeliminacje | Preeliminacje | Runda 1    | Runda 1 | Półfinał | Półfinał | Finał    | Finał   |
| Konkurencja            | Zawodnik                | Rezultat      | Pozycja       | Rezultat   | Pozycja | Rezultat | Pozycja  | Rezultat | Pozycja |
| ---------------------- | ----------------------- | ------------- | ------------- | ---------- | ------- | -------- | -------- | -------- | ------- |
| Bieg na 100 m mężczyzn | Ratu Banuve Tabakaucoro | 10,53 (SB)    | 6. Q          | 10,53 (SB) | 46.     | NQ       | NQ       | NQ       | NQ      |
| Bieg na 200 m mężczyzn | Ratu Banuve Tabakaucoro | —             | —             | 21,27      | 40.     | NQ       | NQ       | NQ       | NQ      |

### Konkurencje techniczne
| Konkurencja             | Zawodnik        | Eliminacje | Eliminacje | Finał    | Finał   |
| Konkurencja             | Zawodnik        | Rezultat   | Pozycja    | Rezultat | Pozycja |
| ----------------------- | --------------- | ---------- | ---------- | -------- | ------- |
| Rzut oszczepem mężczyzn | Leslie Copeland | 72,30      | 33.        | NQ       | NQ      |